# Herbert Maschke
Herbert Maschke (Dresda, 2 settembre 1930 – 13 giugno 2000) è stato un calciatore tedesco orientale dal 1990 tedesco, di ruolo centrocampista.